# Düsseltal
Düsseltal, Düsseldorf-Düsseltal (hist. Düsselthal) — dzielnica miasta Düsseldorf w Niemczech, w okręgu administracyjnym 2, w kraju związkowym Nadrenia Północna-Westfalia, w rejencji Düsseldorf.  